# Børge Müller
Børge Robert Müller (4. september 1909 i København – 16. august 1963 på Frederiksberg) var dansk forfatter af bl.a. revyviser og filmmanuskripter. Arbejdede ofte sammen med broderen Arvid Müller.
Børge Müller begyndte at levere tekster til de danske revyer i 1929, og fra 1931 skrev han også tekster til film. Han skrev manuskript og sangtekster til bl.a. Mød mig på Cassiopeia og Frk. Nitouche.
Til komikerparret Kjeld Petersen & Dirch Passer har han bl.a. skrevet sketcherne Skolekammerater og Tømmerflåden.
Børge Müller ligger begravet på Bispebjerg Kirkegård ved København.